# Gabinete Dupuy IV
O Gabinete Dupuy IV foi o ministério formado por Charles Dupuy em 1º de novembro de 1898 e dissolvido em 18 de fevereiro de 1899. Foi o 40º gabinete da Terceira República Francesa, sendo antecedido pelo Gabinete Brisson II e sucedido pelo Gabinete Dupuy V.

## Contexto
Este ministério foi formado em meio ao desenrolar do "Caso Dreyfus", o que impediu o gabinete de colocar qualquer obstáculo à revisão do julgamento daquele caso. Dupuy, um anti-Dreyfusard, conseguiu encobrir as ações dos acusadores de Alfred Dreyfus no início do caso, mas não foi capaz de conter a crescente agitação dos grupos de extrema-direita que apoiavam suas posições iniciais.
Assim, ele renunciou em 18 de fevereiro de 1899, após a morte do Presidente da República, Félix Faure. No mesmo dia, o novo Presidente, Émile Loubet, reconduziu Charles Dupuy ao cargo de Presidente do Conselho de Ministros, com um governo idêntico.

## Composição
- Presidente da República: Félix Faure
- Presidente do Conselho de Ministros: Charles Dupuy
- Ministro dos Estrangeiros: Théophile Delcassé
- Ministro da Justiça: Georges Lebret
- Ministro do Interior e Cultos: Charles Dupuy
- Ministro da Guerra: Charles de Freycinet
- Ministro das Finanças: Paul Peytral
- Ministro da Marinha: Édouard Lockroy
- Ministro da Instrução Pública e Belas Artes: Georges Leygues
- Ministro das Obras Públicas: Camille Krantz
- Ministro da Agricultura: Paul Delombre
- Ministro do Comércio, Indústria, Correios e Telégrafos: Albert Viger
- Ministro das Colônias: Florent Guillain

## Realizações
- Evacuação das tropas francesas em Fachoda.[2]